# Kaliforniai szúnyogkapó
A kaliforniai szúnyogkapó (Polioptila californica) a madarak osztályának a verébalakúak (Passeriformes) rendjéhez és a szúnyogkapófélék (Polioptilidae) családjához tartozó faj.

## Előfordulása
Az Amerikai Egyesült Államok déli részén és Mexikó területén honos.

## Alfajai
- Polioptila californica californica Brewster, 1881
- Polioptila californica atwoodi Mellink & Rea, 1994
- Polioptila californica pontilis van Rossem, 1931
- Polioptila californica margaritae Ridgway, 1904

## Megjelenése
Testhossza 11 centiméter. Tollazata kékesszürke.

## Életmódja
A talajon keresgéli rovarokból álló táplálékát.

## Szaporodása
Fészekalja 2-3 tojásból áll.